# ボストン科学博物館

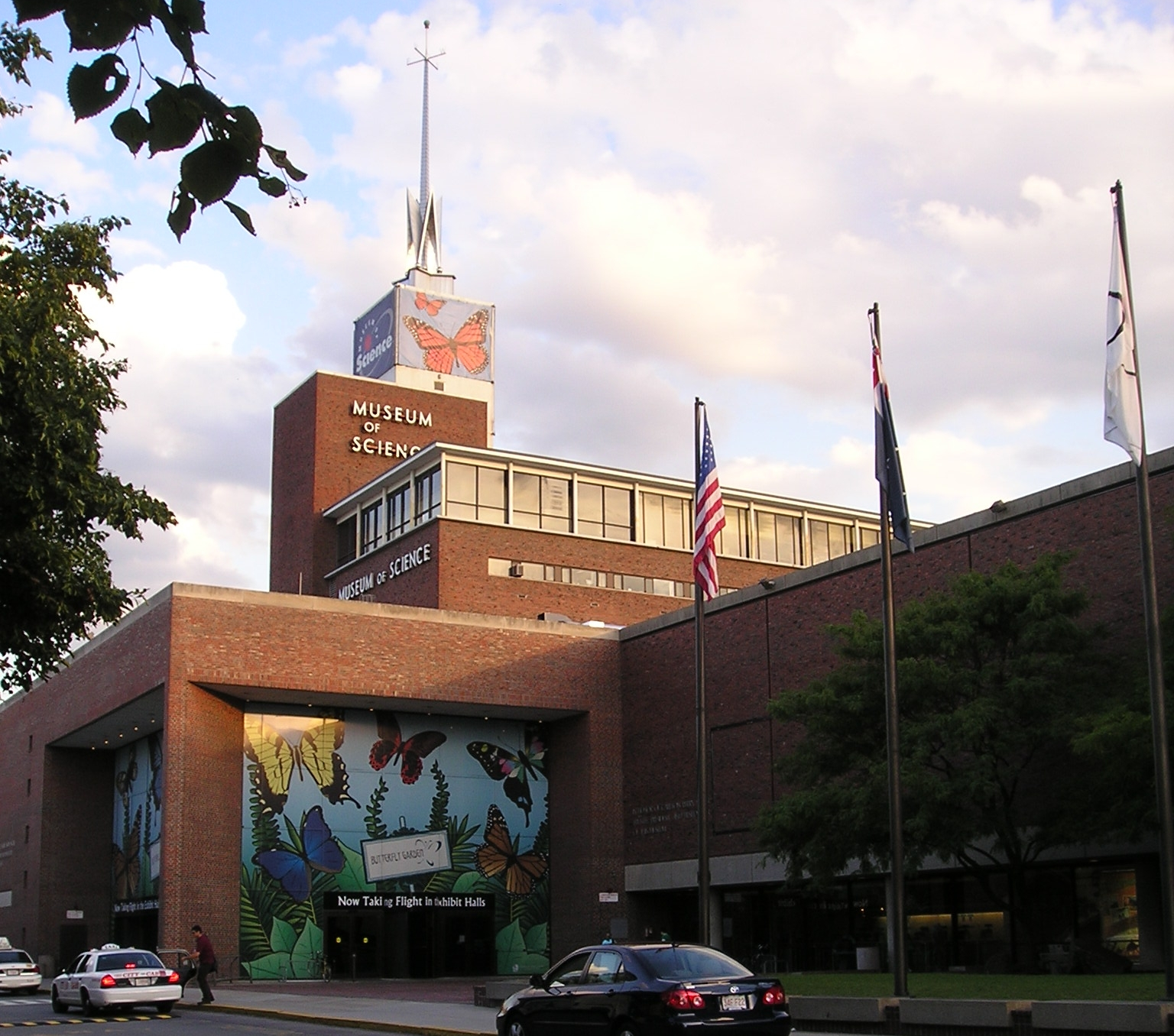
ボストン科学博物館

ボストン科学博物館（ボストンかがくはくぶつかん、英語: Boston Museum of Science）は、アメリカ合衆国マサチューセッツ州ボストンにある科学博物館と屋内動物園で、チャールズ川にまたがる場所、サイエンスパークにある。

## 概要
ボストン科学博物館は、1830年に市内の他の場所で「ボストン自然史協会」として地元の有志により始まり、19世紀には一般にボストン自然史博物館(Boston Museum of Natural History)と呼ばれていた。1906年には展示物の一部がニューヨーク市のアメリカ自然史博物館へ移管されたこともあった。1939年には現在の名称「ボストン科学博物館」に変更されて、1951年には現在のチャールズ川ダムの土地をリースして開館した。1999年には、コンピューター関係の展示品の大部分が、ボストン子供博物館の隣りのボストン・コンピュータ博物館の閉鎖に伴なう展示品大部分と共に、カリフォルニア州のコンピュータ歴史博物館に送られて、現在その分野ではコンピュータゲーム機やコンピュータゲームロボットなどを展示している。
当博物館では、700 を超えるインタラクティブな展示に加えて、建物全体で毎日多数のライブ・プレゼンテーションが行われている。また、チャールズ・ヘイデン・プラネタリウム（Charles Hayden Planetarium）や、ニューイングランドで唯一のドーム型のIMAXスクリーン・ムーガー多方向シアターで宇宙ショーも行われる。

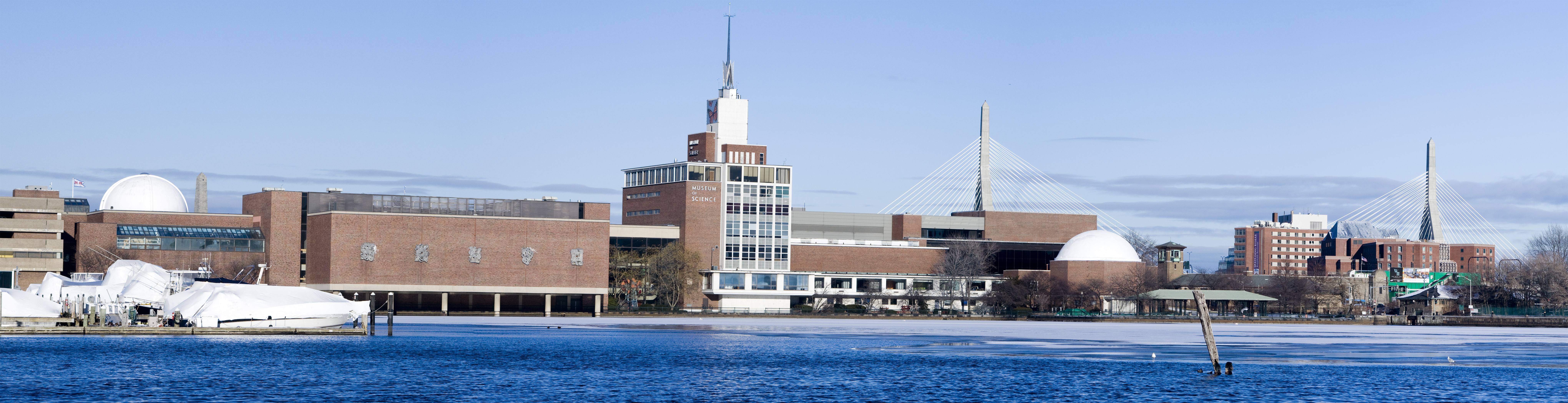
ボストン科学博物館はチャールズ川ダムの全域を占めている。写真の後方にザキム斜張橋が薄く見える。

この博物館は、動物園・水族館協会 (AZA) の認定メンバーでもあり、100 匹以上の動物が飼育されており、その多くは救助され、またはリハビリを受けている。